# László Willinger
Laszlo Willinger (Willinger László); Budapest, 6 aprile 1909 – 8 agosto 1989) è stato un fotografo ungherese.
Celebre fotografo, immortalò molte star del cinema negli anni 1930 e 1940.

## Biografia
Aprì degli studi fotografici a Parigi (nel 1929) e Berlino (nel 1931), lasciò la città nel 1933 per recarsi a Vienna. Viaggiò in vari luoghi prima di giungere negli Stati Uniti d'America.
Fotografò Marlene Dietrich, Hedy Lamarr, Pietro Mascagni, Sigmund Freud, Carl Gustav Jung, Max Reinhardt e Marilyn Monroe a cui diede alcuni consigli su dei piccoli ritocchi di chirurgia plastica, al naso e al mento.
Sposò Yvonne, morì per un attacco cardiaco nel 1989.